# Arpad Kertesz
Arpad Kertesz (Roma, 4 settembre 1940 – Roma, 15 luglio 2016) è stato un fotografo, modello e attore italiano.

## Biografia
Arpad Kertesz, di origine ungherese, inizia la carriera come modello e negli anni sessanta lavorò come attore di fotoromanzi per la Lancio. Poi si dedicò alla fotografia, specializzandosi in ritratti di star musicali, fissando e interpretando, attraverso i suoi scatti, un periodo come gli anni settanta, che vede emergere talenti come Renato Zero e Antonello Venditti e tendenze artistiche mondiali come la disco music.
Ha ritratto cantanti come Renato Zero, Loredana Bertè, Mia Martini, Alice, Anna Oxa, Gianna Nannini, Easy Going, Luca Barbarossa, Scialpi e Bobby Solo.
Instaurò una collaborazione duratura con Renato Zero, per il quale realizzò le copertine degli album più significativi dell'artista (www.renatozero.com).
Kertesz è stato inoltre il fotoreporter esclusivo del tour italiano di Michael Jackson, oltre al aver fotografato diverse edizioni del Festival di Sanremo e di Saint Vincent.
Tra le sue opere un libro (Gremese Editore, 1980) su Renato Zero in collaborazione con Dario Salvatori.
Nel 2009 ha realizzato una mostra fotografica a Roma, "I migliori anni” che fissava la scena musicale italiana ed internazionale degli anni settanta ed ottanta in oltre 30 fotografie.
È scomparso nel 2016 all'età di 75 anni. Pochi giorni prima della sua morte, pubblica un altro libro (IN BIANCO E ZERO - RD Editore), in collaborazione con l'amico Raffaele Donnarumma, dedicato all'artista Renato Zero.